# Encephalartos pterogonus
Encephalartos pterogonus — вид голонасінних рослин класу саговникоподібні (Cycadopsida).
Етимологія: лат. pteron — «крило», і лат. gonas «насіння», через крила, що виступають з мікроспорофілів.

## Опис
Рослини деревовиді; стовбур 1,5 м заввишки, 40 см діаметром. Листки довгочерешкові 100—150 см, світлі або яскраво-зелені, високоглянсові; хребет зелений, прямий, жорсткий; черешок прямий, з 1–6 шипами. Листові фрагменти ланцетні; середні — 15–18 см завдовжки, 20–25 мм завширшки. Пилкові шишки 2–3, вузько яйцеподібні, зелені, завдовжки 30–38 см, 9–11 см діаметром. Насіннєві шишки 2–3, яйцеподібні, зелені, завдовжки 30–40 см, 16–18 см діаметром. Насіння довгасте, завдовжки 30–35 мм завдовжки, шириною 20–23 мм, саркотеста червона чи помаранчева.

## Поширення, екологія
Цей вид обмежений горою Мрувере в провінції Маніка в Мозамбіку. Записаний від 700 до 1000 м над рівнем моря. Цей вид росте на горах з гранітними виходами і рослини знаходяться в межах або поблизу лісових масивів.

## Загрози та охорона
Цей вид сильно постраждав через надмірний збір для декоративних цілей. Малий діапазон і низьке число цього виду означає, що можуть бути порушені репродуктивні функції.